# The Prince (série télévisée)
Pour l’article homonyme, voir The Prince.
The Prince est une série télévisée d'animation américaine, créée par Gary Janetti pour HBO Max. Initialement prévue pour la fin du printemps 2021, HBO Max a annoncé le 9 mai 2021 que la série serait retardée en raison de la mort du prince Philip en avril 2021. La première de la série a eu lieu le 29 juillet 2021. En février 2022, HBO Max a annulé la série après une saison.
Cette série est inédite dans tous les pays francophones.

## Synopsis
La série relate la vie du prince George de Cambridge, le plus jeune héritier du trône britannique, alors qu'il traverse les épreuves et les tribulations d'un enfant royal.

## Distribution
- Gary Janetti : prince George de Cambridge
- Orlando Bloom : prince Harry, duc de Sussex
- Condola Rashad : Meghan, duchesse de Sussex
- Lucy Punch : Catherine, duchesse de Cambridge
- Alan Cumming : Owen, le majordome
- Frances de la Tour : Élisabeth II
- Iwan Rheon : prince William, duc de Cambridge
- Sophie Turner : princesse Charlotte de Cambridge[4]
- Paul Anderson : prince Louis de Cambridge
- Dan Stevens : Charles, prince de Galles et prince Philip, duc d'Édimbourg[5]

La duchesse de Cornouailles est présente mais n'a pas de dialogue, à l'exception d'une seule réplique jouée comme une blague.

## Fiche technique
- Nom original : The Prince
- Création : Gary Janetti
- Musique : Rupert Gregson-Williams
- Production : Gary Janetti (exécutif) et Eli Dolleman
- Société de production : Nickleby, Inc.et 20th Television
- Pays : États-Unis
- Langue : anglais
- Nombre d'épisodes : 12 épisodes (1 saison)
- Durée : 12-14 minutes

## Épisodes
1. Unfollow (Titre français inconnu)
2. Tea (Titre français inconnu)
3. Playdate (Titre français inconnu)
4. Beverly Hills (Titre français inconnu)
5. Charity (Titre français inconnu)
6. Vacation (Titre français inconnu)
7. Date Night (Titre français inconnu)
8. Owen (Titre français inconnu)
9. School Musical part 1 (Titre français inconnu)
10. School Musical part 2 (Titre français inconnu)
11. School Musical part 3 (Titre français inconnu)
12. The Flummery Tart (Titre français inconnu)

## Développement
Depuis le 4 avril 2021, Gary Janetti a publié sur son Instagram cinq courts métrages pour la série qui ne font pas partie de la série elle-même, qui commentent les événements actuels et les fêtes, comme la pandémie, Halloween, la Saint-Valentin et Pâques,. Le 28 juillet 2021, HBO Max a annoncé que la série sortirait le lendemain, avec 12 épisodes.
Le 16 février 2022, HBO Max a annulé la série après une saison.

## Accueil
The Prince a reçu un accueil extrêmement négatif de la part des critiques, certains critiques et producteurs qualifiant la série d'injuste et d'inappropriée. Avant la sortie de la série, Kayleigh Donaldson de Pajiba a critiqué Janetti, affirmant que la série « manque d'intention et de cibles appropriées ».
Joel Keller de Decider a exhorté les lecteurs à sauter la série, la décrivant comme « essentiellement une version royale de Family Guy, et loin d'être aussi mordante et drôle ».